# 阿部雅幸
阿部 雅幸（あべ まさゆき、1983年7月18日 - ）は、日本の起業家。大分県大分市出身。株式会社GMOペパボ。minne創業者。

## 略歴
大学生時代にITビジネスセミナーD2Kで家入一真と出会い、paperboy&co.（現：GMOペパボ株式会社）に入社。2011年に新事業立ち上げのための社内公募があり、手づくり市へ足を運ぶ中で感じたハンドメイド作品に関する課題からCtoCのハンドメイドサービスを企画として応募。2012年1月に「minne（ミンネ）」をリリース。国内最後発ながら、2014年に作家数・作品数ともに国内No.1となる。2015年2月にTVCMを開始。2017年12月には、年間流通総額が100億円を突破した。2020年2月同社を退社。。2021年3月よりSHE株式会社のVP of Experienceに就任。